# 萨纳里卡
萨纳里卡（義大利語：Sanarica），是意大利莱切省的一个市镇。总面积12平方公里，人口1484人，人口密度123.7人/平方公里（2009年）。ISTAT代码为075067。